# Stéphanie de Hohenzollern
Stéphanie de Hohenzollern (en allemand, Stephanie Prinzessin von Hohenzollern), née le 8 avril 1895 à Potsdam et morte le 7 août 1975 à Dießen am Ammersee, fille aînée de Charles-Antoine de Hohenzollern et de Joséphine de Belgique, est un membre de la famille princière de Hohenzollern-Sigmaringen. La princesse Stéphanie est - en ligne maternelle - la petite-fille de Philippe de Flandre et de Marie de Hohenzollern-Sigmaringen.

## Biographie
Stéphanie de Hohenzollern épouse à Namedy le 18 mai 1920 Joseph Ernst, Prince Fugger von Glött (1895-1981). Aucune postérité n'est issue de cette union dissoute par divorce à Berlin le 25 mai 1943.